# Beloruski rubelj
Beloruski rubelj (koda BYN) je uradna valuta Belorusije. Deli se na 100 kopejk. Beloruski rubelj izdaja Narodna banka Belorusije.
Uveden je bil leta 1992 kot zamenjava za dotedanji sovjetski rubelj. Prvi beloruski rubelj (koda BYB) je zamenjal sovjetsko valuto s tečajem 1 beloruski rubelj = 10 sovjetskih rubljev. Leta 2000 je bil uveden drugi rubelj (koda BYR), ki je prvega zamenjal s tečajem 1 BYR = 1000 BYB. Tretji rubelj (koda BYN) je bil uveden 1. julija 2016 s tečajem 1 BYN = 10.000 BYR. Ob tej denominaciji je Belorusija poleg bankovcev prvič v obtok izdala tudi kovance. Tako kovanci kot bankovci so bili izdelani leta 2009, preden je denarna kriza povzročila zamik njihovega izida.
Valutni tečaj (decembra 2020): 1 EUR = 3,12 BYR.